# Carlo Tacchini (canoista)
Carlo Tacchini (Verbania, 25 gennaio 1995) è un canoista italiano, sepcializzato nella caona velocità. Ha rappresentato l'Italia ai Giochi olimpici di Rio de Janeiro 2016, dove è stato finalista nel C1 1000 m, e Parigi 2024, in cui ha vinto la medaglia d'argento nel  C2 500 metri maschile, insieme a Gabriele Casadei.

## Biografia
Agente della Polizia di Stato,
Nel 2016, grazie al secondo posto ottenuto nel torneo preolimpico di Duisburg nella specialità C1 1000 metri, diventa il primo italiano della storia a qualificarsi alle Olimpiadi in questa disciplina.
Nel corso dell'Olimpiade di Rio riesce a qualificarsi alla finale della sua specialità, concludendo la prova al settimo posto.
Il tecnico scelto dopo Rio 2016 per la programmazione degli allenamenti è l'olimpionico Beniamino Bonomi, coadiuvato dal tecnico Patrizio Andreoli.
Nelle due stagioni successive ai Giochi Olimpici conquista 10 medaglie internazionali, tra cui un argento mondiale assoluto a Racice nel 2017, due Bronzi europei assoluti a Belgrado nel 2018 (C1 1000 metri e C1 5000 metri) e due titoli europei U23 nella specialità C1 1000 metri consecutivi (2017 e 2018), rispettivamente a Belgrado ed Auronzo di Cadore. 
Nella stagione 2018 riesce a conquistare anche una medaglia di bronzo nel C1 1000 metri in coppa del Mondo a Szeged e due medaglie ai Campionati mondiali U23, Argento nel C1 1000 metri e Bronzo nel C1 200 metri a Plovdiv.
Dal 2020 sale regolarmente sul podio in coppa del Mondo, nelle diverse specialità. 
Nel 2022 debutta nel C2 500 metri con il compagno di squadra Gabriele Casadei.  
Ha fatto la sua seconda apparizione olimpica a Parigi 2024, in cui ha conquistato la medaglia d'argento nel  C2 500 metri maschile, insieme a Gabriele Casadei, terminando alle spalle dell'equipaggio cinese formato da Liu Hao e Ji Bowen.

## Palmarès
- Giochi Olimpici

Parigi 2024:  C2 500 metri
- Europei[1]

Belgrado 2018:  C1 1000 metri,  C1 5000 metri
Poznań 2021:  C1 5000 metri
Monaco 2022:  C1 1000 metri,  C1 5000 metri
Szeged 2024:  C2 1000 metri,  C2 500 metri
- Coppa del Mondo

Duisburg 2016:  C4 200 metri
Szeged 2018:  C1 1000 metri
Szeged 2020:  C1 500 metri,  C1 1000m,  C1 5000 metri
Barnaul 2021:  C1 500 metri,  C1 1000m,  C1 5000 metri
Račice 2022:  C1 5000 metri
Szeged 2023:  C2 500 metri,  C1 5000 metri
Poznań 2023:  C1 1000 metri,  C2 500 metri,  C1 5000 metri
Szeged 2024:  C2 1000 metri
- Giochi Europei

Cracovia 2023:  C2 500 metri
- Campionati Mondiali Assoluti

Račice 2017:  C1 500 metri
Copenhagen 2021:  C1 500 metri
- Torneo preolimpico

Duisburg 2016:  C1 1000 metri
Szeged 2021:  C1 1000 metri
Barnaul 2021:  C1 1000 metri
- Campionati Europei U23

Bascov 2015:  C1 1000 metri
Belgrado 2017:  C1 1000 metri,  C1 500 metri
Auronzo 2018:  C1 1000 metri,  C1 200 metri
- Campionati Mondiali U23

Montemor 2015:  C1 1000 metri
Plovdiv 2018:  C1 1000 metri,  C1 200 metri
- Campionati Mondiali Junior

Copenhagen 2013:  C1 marathon